# Chaptalia nutans
Chaptalia nutans es una especie de hierba perenne de la familia Asteraceae, nativa de la zonas cálidas de América, desde México hasta el Río de la Plata, llegando por el sur hasta la Isla Martín García.

## Descripción
Chaptalia nutans es una hierba perenne con hojas en roseta, con forma oblanceolado-espatuladas (con forma de cuchara con el final más ancho que la base), lirado-pinnatífidas, de lóbulo terminal grande, glabras en la cara superior y algo tomentosas en la inferior, de 5-20 cm de largo y hasta 6 cm de ancho, sinuado-dentadas; flores en capítulos solitarios, de involucro cilíndrico-acampanado; flores numerosas, rosadas; aquenios fusiformes, de unos 4 mm de largo; 5-6-costados. Se propaga por semillas.

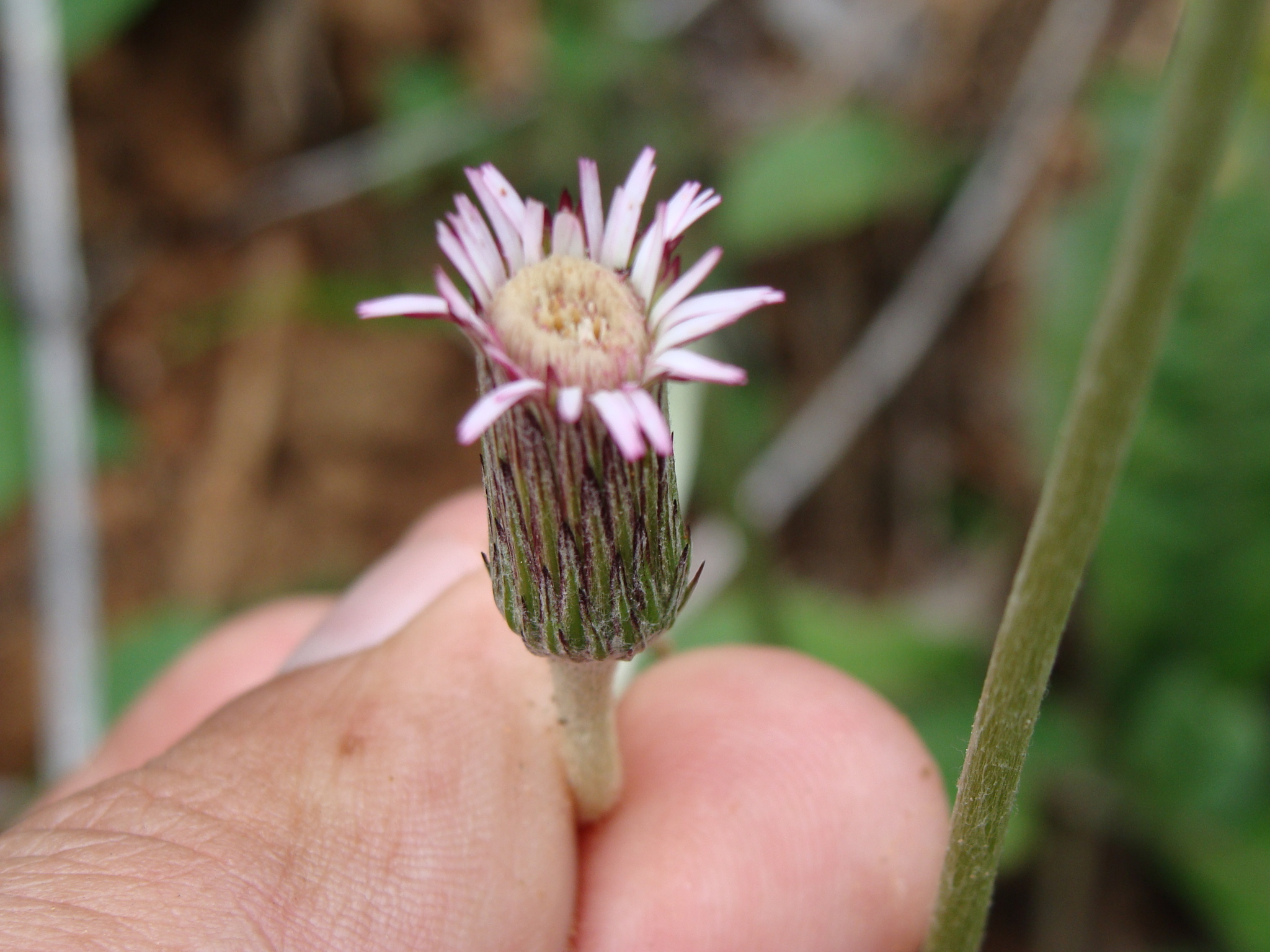
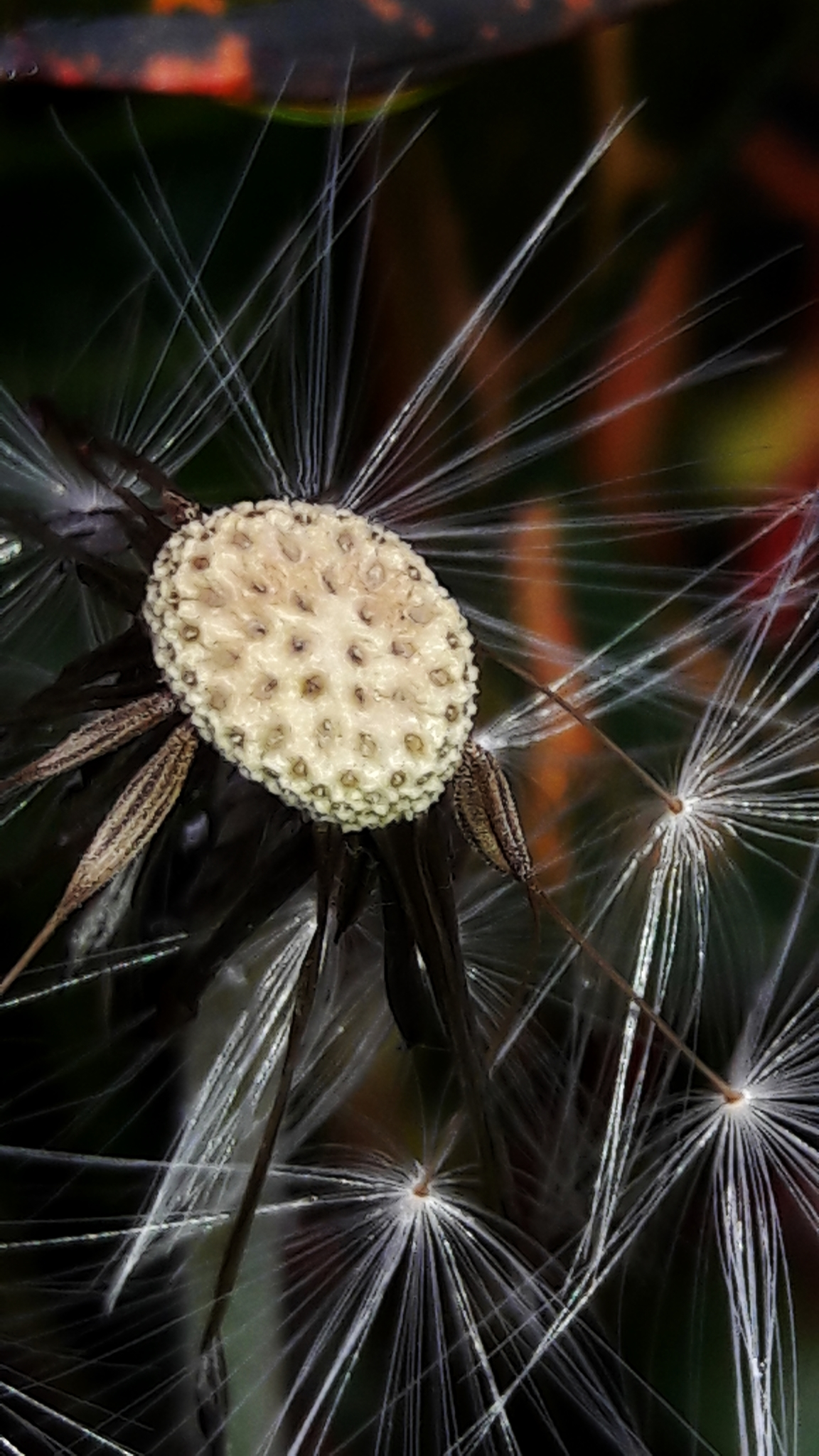
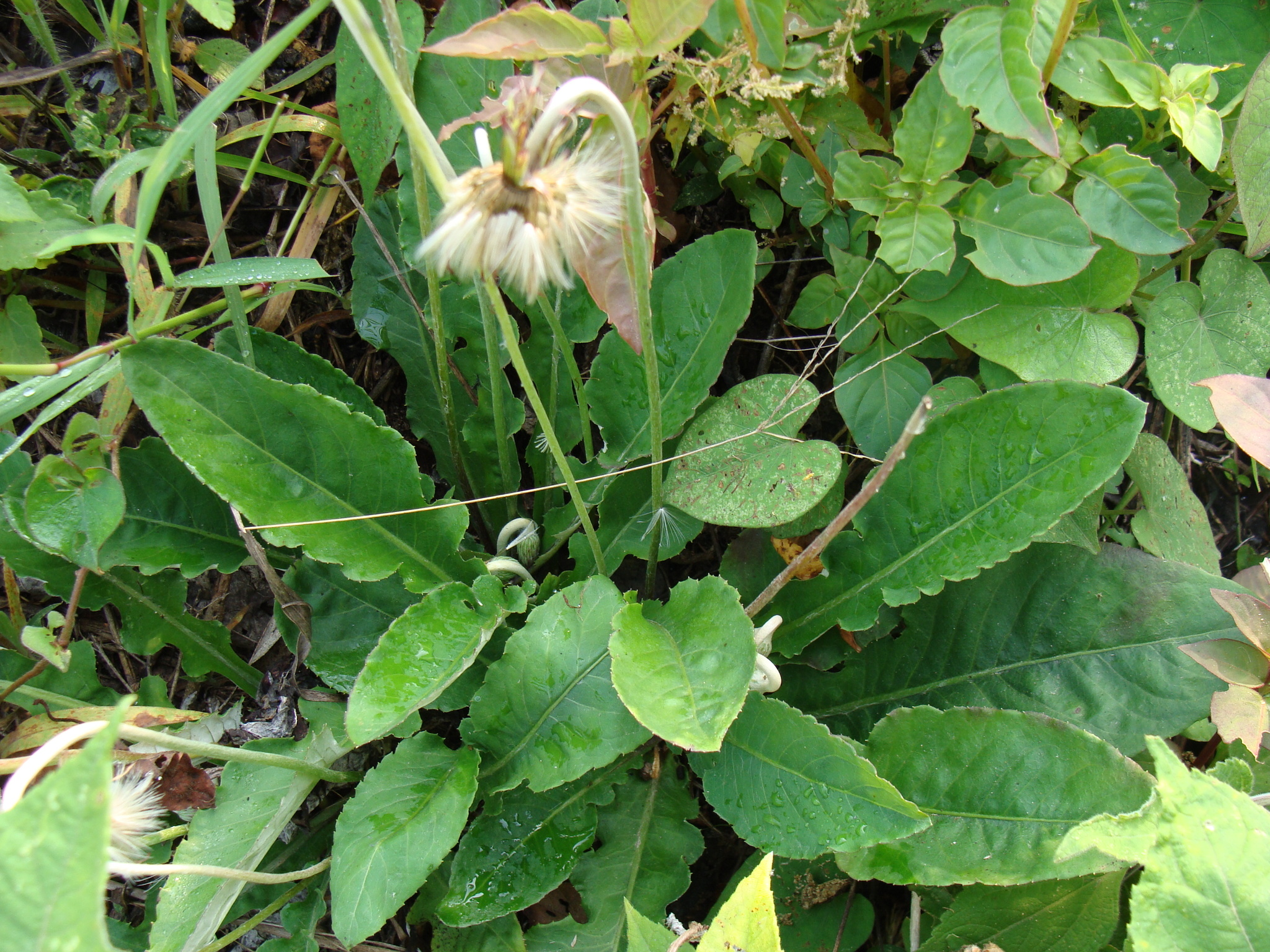
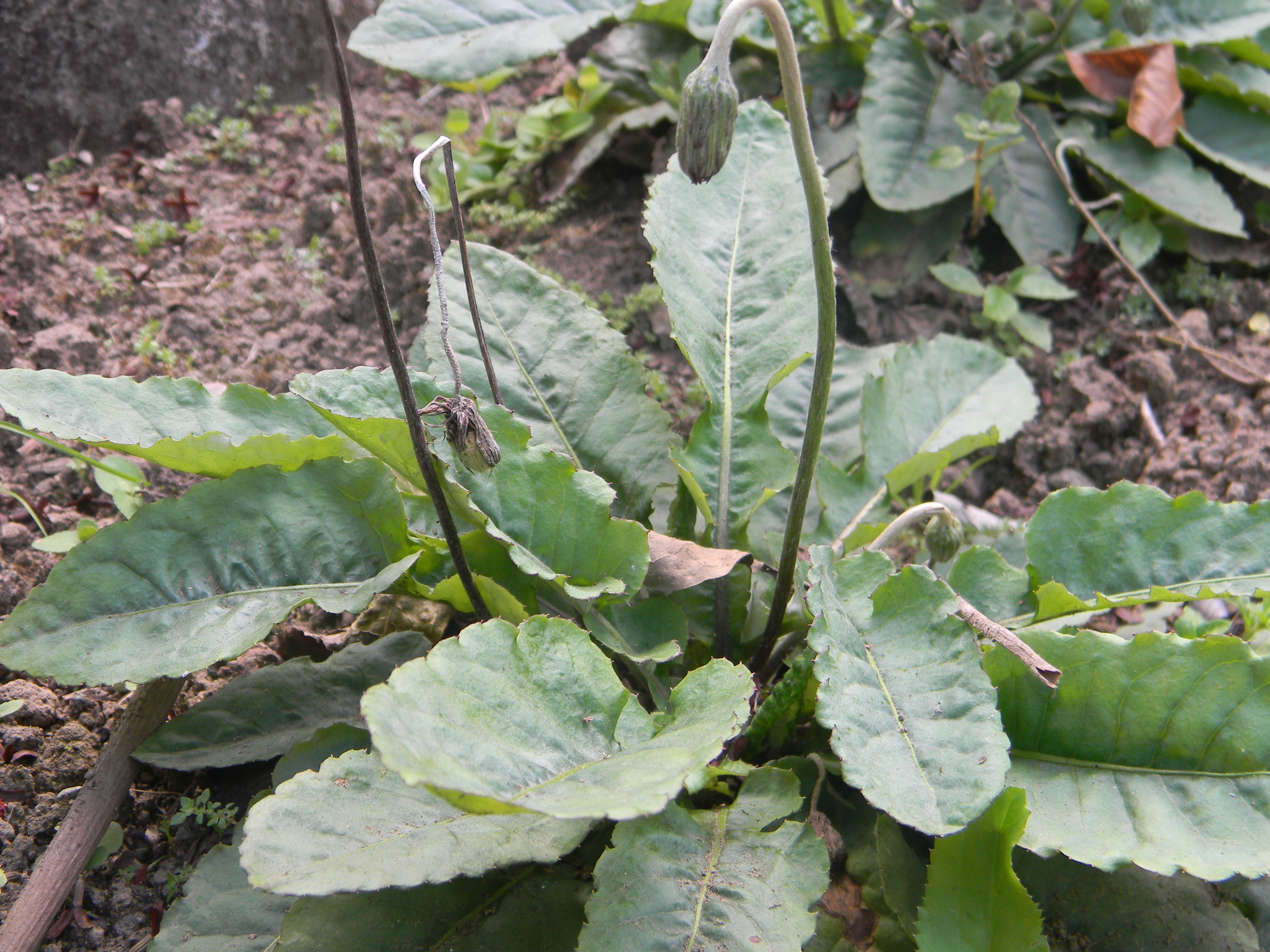

Florece casi todo el año.

## Distribución y hábitat
Es la especie más común del género; se distribuye en América tropical y subtropical, desde México hasta Brasil, Bolivia, Paraguay, Uruguay; se halla en el norte y centro de la Argentina en las provincias biogeográficas Chaqueña, de las Yungas, de Monte, Pampeana y Paranaense. No se encuentra en Chile.
Es adventicia en Rusia, China, Japón, Europa, Centro y Sur de África.
Se observa en huertas, chacras, parques y pasturas; también en baldíos, al costado de los caminos, etc.; prefiere los suelos más bien húmedos y los sitios sombreados.

## Nombres comunes o vulgares
En Argentina se la conoce como Agachacabeza, Peludilla, Pelusa, cerraja, achicoria, lengua de vaca; en Paraguay como Tapirá pevo; en Brasil como Buglosa, Costa-branca, Chamama, Erva-de-sangue, Fumo-do-mato, Lingua-de-vaca-miúda, sanguineira, tapira.

#### Otros nombres
Shiraigó Lkaík (Cabeza de Luna), en idioma moqoit (Argentina)
Ndavy’ái ("No soy feliz") en idioma guaraní, en Misiones, Argentina.

## Relación con el ser humano

### Uso alimenticio y medicinal
Las hojas de Chaptalia nutans son comestibles de una manera similar a las de achicoria.
Se le atribuyen propiedades para aliviar los dolores del pecho; resolutiva; balsámica; erupciones; secante; conjuntivitis; dolores de cabeza; parásitos intestinales; anticatarral; antiblenonágica; diurética; febrífuga; oftálmica.
En la provincia de Jujuy, Argentina, es usada para curar infecciones y heridas aplicando las hojas con un poco de aceite. En la provincia de Corrientes se usaba como diurética y secante.
El botánico alemán Hieronymus comenta que "en las Indias Occidentales se usaba como anticatarral". El botánico argentino Domingo Parodi le asignaba propiedades oftálmicas.

### Etnobotánica
Sobre la leyenda guaraní de la “Hierba cabizbaja”
Los guaraníes tiene una nomenclatura de las partes de las plantas del tipo antropocéntrica o zoocéntrica, denominando a las diversas partes con expresiones análogas con órganos o partes del cuerpo humano o animal. Las flores (capítulos) doblados hacia el suelo de Chaptalia nutans sugieren a los guaraníes la fórmula verbal yvýre oma’ẽ ("contempla el suelo"), una expresión aplicada también a las personas que tienen una postura “cabizbaja”. Esto probablemente ha determinado el nombre guaraní de la especie, ndavy’ái ("no soy feliz").

Aquí, un extracto de la leyenda: 
"... La planta llamada “no soy feliz” (o “soy infeliz”) comenzó siendo una mujer muy hermosa que asistía al templo... Frecuentaba también el templo un violinista ya entrado en años. Ese anciano no llamaba la atención de la mujer, pero él sí estaba enamorado de ella... el violinista llegó a pensar que quizá ella lo amaba también... Entonces en cierta oportunidad el anciano al levantarse se aproximó a hablarle, ante lo cual la mujer le respondió: -Por más que toques bien el violín yo no me quiero casar, te considero como mi abuelo, por eso es que cocino lo que comes y te cebo mates-.  

Como el anciano la amaba mucho se indignó y sopesó lo que habría de hacer, -¡La encantaré! –dijo para sus adentros. Entonces hizo nuevas cuerdas para su violín y las embadurnó con la “hierba del carau” (Mayaca sellowiana), y una tarde en la que entraron al templo, tocó el violín hechizándola, pero a la mañana siguiente le comunicó a la mujer que se marchaba a otra aldea lejana. Entonces la mujer ... fue interceptada por el hechizo. Cuando ella se levantó, el anciano ya se había marchado y la mujer quedó muy triste. No comía más, era muy infeliz, quería seguir los pasos del anciano pero ignoraba el sitio hacia donde éste se había marchado... Cuando ya no daba más, su padre y su madre supieron porqué razón era infeliz, ... entonces procuraron curarla, pero ya no había nada más que hacer. Cuando la joven estaba agonizando Ñamandú la transformó en la hierba llamada “no soy feliz”, y así nombrada permaneció. Hasta ahora suele florecer, cuando llega la época de floración el viento hace volar (sus frutos plumosos), podemos ver como vuelan. Decimos que esos frutos plumosos son sus cabellos. De manera que esa mujer ha permanecido devenida en la hierba llamada “no soy feliz” (Vera Endy, 2012)..." 

## Taxonomía

### Etimología
Linneo le dio un epíteto específico alusivo a la posición típica del capítulo (inflorescencia), ya que la expresión nutans (del latín nutatio: oscilación, bamboleo) alude en este caso a las oscilaciones que experimentan los pedúnculos.

### Sinonimia
- Chaptalia ebracteata (Kuntze) K. Schum.
- Chaptalia majuscula Greene
- Chaptalia nutans (L.) Hemsl., comb. superfl.
- Chaptalia subcordata Greene
- Gerbera nutans ((L.) Sch. Bip.
- Leria lyrata ((Pers.) Cass, comb. illeg.
- Leria nutans ((L.) DC.
- Thyrsanthema ebracteata (Kuntze
- Thyrsanthema nutans ((L.) Kuntze
- Tussilago nutans (L.
- Tussilago lyrata (Pers., hom. illeg.
- Tussilago vaccina (Vell.
- Chaptalia texana (Greene
- Chaptalia nutans ((L.) Pol. var. texana
- Chaptalia diversifolia (Greene
- Chaptalia erosa (Greene